# Célula de Bénard

Células de convecção em um campo gravitacional.

Células de Bénard são células de convecção que aparecem espontaneamente em uma camada de líquido, quando calor é aplicado sob a camada. Tais células podem ser obtidas utilizando um experimento simples que foi feito pela primeira vez por Henri Bénard.